# Gonometa
Gonometa is een geslacht van vlinders van de familie spinners (Lasiocampidae), uit de onderfamilie Lasiocampinae.

## Soorten
- G. attenuata Kenrick, 1914
- G. badia Aurivillius, 1927
- G. bicolor Dewitz, 1881
- G. cassndra Druce, 1887
- G. christyi Sharpe, 1902
- G. griseocincta Hampson, 1910
- G. imperialis Aurivillius, 1915
- G. negrottoi Berio, 1940
- G. nysa Druce, 1887
- G. podocarpi Aurivillius, 1925
- G. postica Walker, 1855
- G. regia Aurivillius, 1905
- G. robusta (Aurivillius, 1909)
- G. rufobrunnea Aurivillius, 1922
- G. siostedti Aurivillius, 1892
- G. sjostedti Aurivillius, 1892
- G. titan Holland, 1893